# Catalysis Today
Catalysis Today (abrégé en Catal. Today) est une revue scientifique à comité de lecture qui a pour objectif de présenter des articles de recherche dans le domaine de la catalyse.
D'après le Journal Citation Reports, le facteur d'impact de ce journal était de 3,893 en 2014. L'actuel directeur de publication est J. R. H. Ross (Université de Limerick, Irlande).